# Laphria soror
Laphria soror är en tvåvingeart som beskrevs av Wulp 1872. Laphria soror ingår i släktet Laphria och familjen rovflugor. Inga underarter finns listade i Catalogue of Life.